# Setaria magna
Setaria magna är en gräsart som beskrevs av August Heinrich Rudolf Grisebach. Setaria magna ingår i släktet kolvhirser, och familjen gräs. Inga underarter finns listade i Catalogue of Life.